# ماريان شرودر
ماريان شرودر هي عارضة نرويجية، ولدت في 11 مارس 1997 في Smøla Municipality ‏ في النرويج.